# Grumello Cremonese ed Uniti
Grumello Cremonese ed Uniti (lombardul: Grümel) település Olaszországban, Lombardia régióban, Cremona megyében. Lakosainak száma 1674 fő (2023. január 1.). Grumello Cremonese ed Uniti Acquanegra Cremonese, Annicco, Crotta d’Adda, Sesto ed Uniti, Cappella Cantone és Pizzighettone községekkel határos.

## Népesség
A település lakossága az elmúlt években az alábbi módon változott:
| Lakosok száma | 1831 | 1789 | 1772 | 1674 |
|               | 2013 | 2017 | 2018 | 2023 |